# Pseudomyrmex nigropilosus
Pseudomyrmex nigropilosus är en myrart som först beskrevs av Carlo Emery 1890.  Pseudomyrmex nigropilosus ingår i släktet Pseudomyrmex och familjen myror. Inga underarter finns listade i Catalogue of Life.

## Bildgalleri

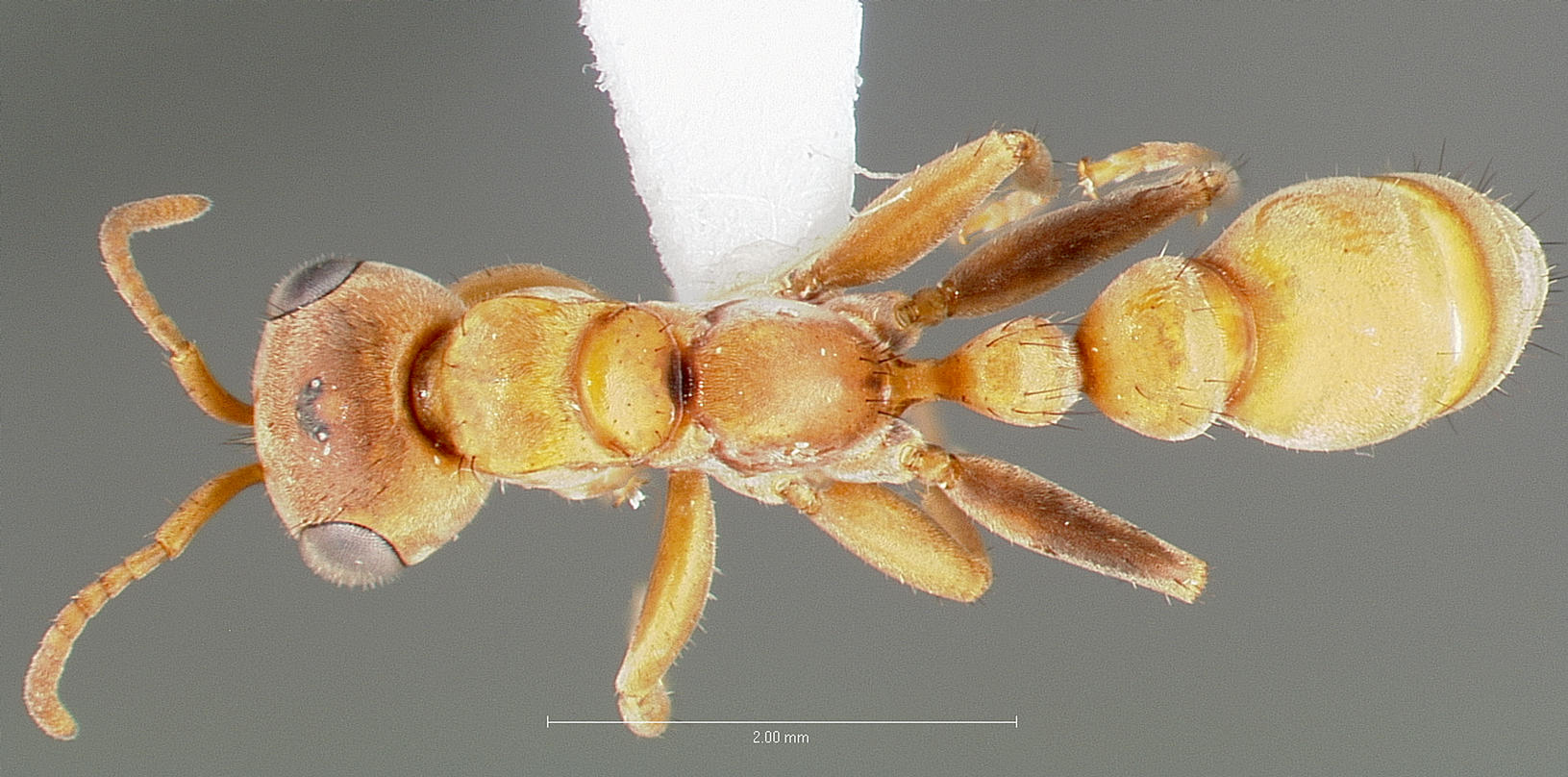
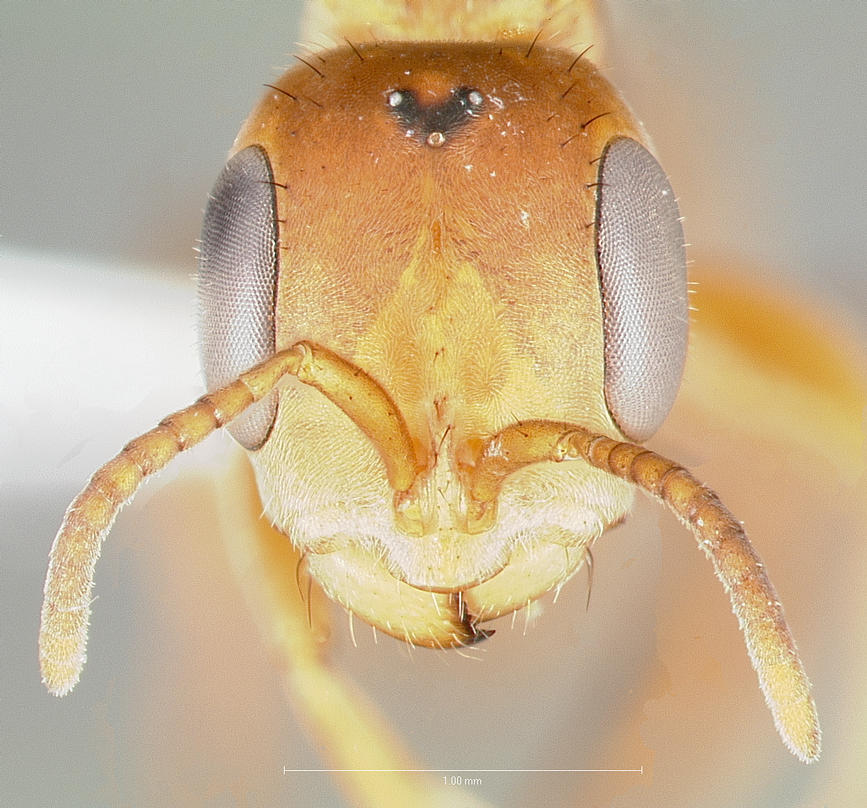
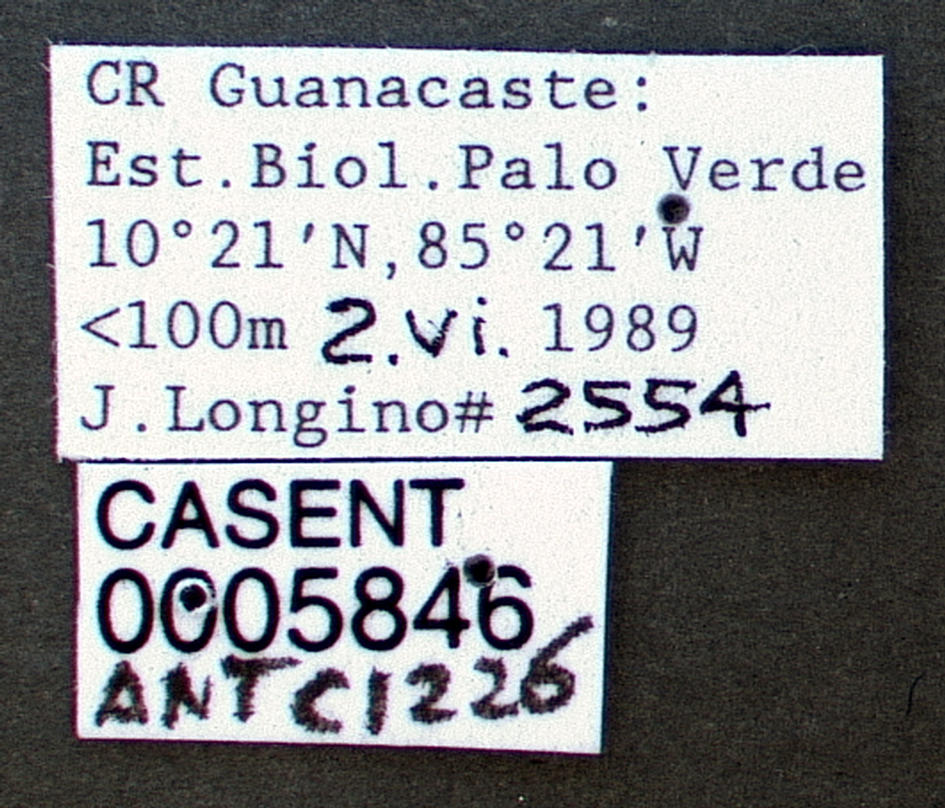
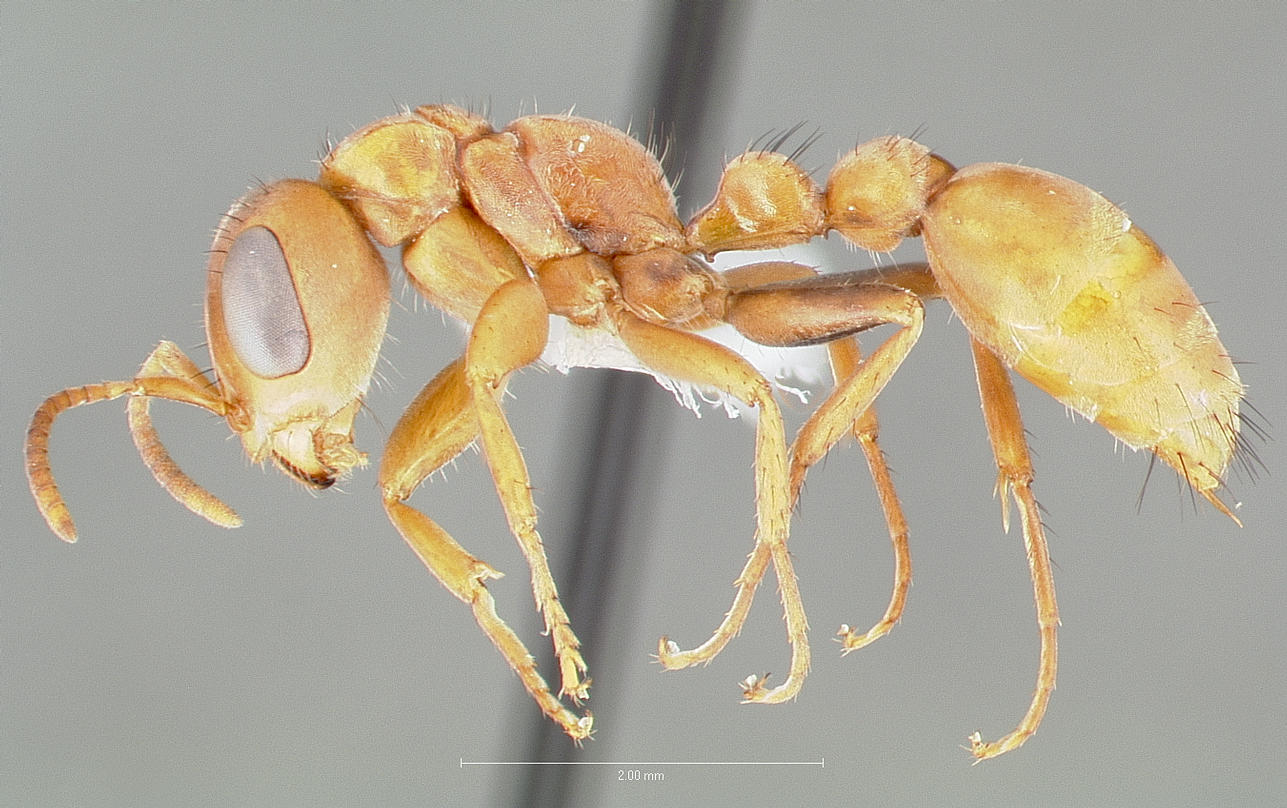